# 투르 드 프랑스
투르 드 프랑스(프랑스어: le Tour de France, 즉 프랑스 일주를 뜻함)는 프랑스에서 매년 7월 3주동안 열리는 세계적인 프로 도로 사이클 경기다. 투르 드 프랑스는 la Grande Boucle, le Tour, the Tour 등으로 불리기도 한다. 1903년부터 제1차 세계 대전과 제2차 세계 대전으로 중단된 것을 제외하고는 매년 열려왔으며, 매년 7월에 3주간 열린다. 투르 드 프랑스는 프랑스와 인접 국가를 일주하는 프로 사이클 팀을 위한 장거리 구간 경기이다. 우승자는 총합 기록이 가장 짧은 선수이다.
또 다른 유명한 구간 경기로는 지로 디탈리아 (이탈리아 일주)와 부엘타 아 에스파냐 (스페인 일주)가 있다. 지로 디탈리아, 투르 드 프랑스, 세계 도로 자전거 경기 선수권 대회를 합쳐서 삼관왕이라 부른다. 유럽에서 열리는 그랜드 투어는 유럽에는 잘 알려져 있고 프로 선수들에게 매우 유명하지만, 유럽 외에는 잘 알려져 있지 않다. UCI의 세계 도로 자전거 경기 선수권 대회는 자전거 경기 애호가에게나 알려져 있다. 반면 투르 드 프랑스는 전 세계적으로 알려져 있으며, 전문가 자전거 경기에 관심 없는 사람들에게도 잘 알려져 있다. 투르 드 프랑스는 FIFA 월드컵이 축구에서 차지하는 위치와 비슷하다. 또한 전 세계에서 열리는 연례 프로 스포츠 경기 중에서 관중 수라는 측면에서 가장 큰 경기이다.
2005년부터는 UCI 프로 투어에 속하게 되었다.

## 역사
투르 드 프랑스는 ëBordeaux-Paris 경기(Le Petit Journal이 후원)에 대항하여 신문 《L'Auto》의 홍보 행사로서 해당 신문의 편집자이자 공동 창립자였던 Henri Desgrange가 처음으로 개최하였다. 1902년 11월 20일, 신문사의 기자 중 하나였던 Géo Lefèvre는 파리의 Café de Madrid에서 Desgrange와 점심을 먹던 중 프랑스 전체를 도는 레이스를 생각해 냈다. 1903년 1월 19일 L'Auto는 경기 개최를 알렸다. 투르 드 프랑스는 신문사에게 엄청난 성공이었다. 투르 드 프랑스가 시작된 1903년의 발행 부수는 25,000부였지만, 행사 후로는 65,000부가 되었다. 1908년, 경주로 인해 판매 부수가 25만부로 늘었으며, 1923년 경주 중에는 하루에 500,000 부를 판매했다. Desgrange의 주장에 따르면 최고 판매 부수는 1933년 경주 중의 854,000부였다. 현재는 l'Equipe를 소유한 미디어 그룹인 Amaury Sport Organisation(ASO)의 자회사인 Société du Tour de France가 투르 드 프랑스를 개최하고 있다.
현재의 투르 드 프랑스는 기업들이 후원하는 프로팀 간의 경쟁이지만, 원래 개인 경주로서 시작되었다. Desgrange는 드래프팅이나 다른 팀 전술을 엄격하게 제제하였으며, 1920년경이 돼서야 그 필요성을 받아들였다. 심지어 다른 경기에서는 상업적인 사이클 팀이 일반화되었던 1950년에서 1960년대 초까지도, 투르 드 프랑스에서는 국적 팀간의 경쟁이 이루어졌다.

## 경기 운영방식
투르 드 프랑스는 몇 개의 구간으로 구성된 "구간 경기"이다. 각각의 구간은 하루 동안의 경기를 의미한다. 모든 선수의 개개 구간 소요 시간이 기록되고, 추후에 합산된다. 같은 그룹에 속한 채로 구간을 끝낸 선수들은 같은 기록을 부여 받는다. 두 선수가 같은 그룹에 속해있다고 말하려면 그 차이가 자전거 한 대 길이 이하여야 한다. 일반 구간의 마지막 3Km에서 사고가 있었을 경우 최종 3Km에 진입했을 때에 같은 그룹에 속한 모든 라이더는 같은 기록을 부여 받는다. 총합 시간에 따른 선수 순위를 종합 순위(General Classification: GC)라 부른다. 마지막 구간이 끝났을 때, GC 순위에서 선두인 사람이 전 경주의 종합 우승자가 된다. 어떤 구간에서도 승리하지 못하더라도 전체 경주에서 종합 우승하는 것이 가능하다(1990년에 Greg LeMond가 그랬다). GC의 최종 순위에 상관 없이 투르 드 프랑스의 구간 중 단 하나에서 우승하더라도 다른 1일 경기에서 우승하는 것보다 훨씬 더 영광스럽고, 멋진 프로 경력이 된다. 구간의 수는 계속 변해왔지만, 최근에는 대략 20개의 구간으로 구성되고, 총 연장은 3,000에서 4,000km(1800에서 2500마일) 사이가 된다. 종합 우승 외에도 몇 개의 상이 더 존재한다. 이런 상의 수상자는 저지의 색깔로 구분된다. 더 자세한 것은 아래를 참조하라.
대부분의 구간은 프랑스에서 열리지만, 일부 구간은 근처 국가인 이탈리아, 스페인, 스위스, 벨기에, 룩셈부르크, 독일에서 벌어지는 경우도 많다. 심지어는 아일랜드나, 영국(1974년과 1994년, 2007년 투어의 시작점), 네덜란드에서 벌어지는 경우도 있다. 3주간의 경기에 보통 2일의 휴식일이 포함되며, 휴식일 중에 선수의 장거리 이동이 있는 경우도 있다.
최근에는, 첫 번째 구간 전에 프롤로그라 부르는 짧은 개인 타임 트라이얼(1-15Km)이 있는 경우도 있다. 2005년에는 없었지만, 2006년부터 다시 프롤로그가 포함되었다. 전통적으로 결승점은 파리의 샹젤리제(Champs-Élysées)에 위치한다. 일정 중에 다양한 구간이 있으며, 산악 구간과, 개인/팀 타임 트라이얼 구간이 포함된다. 나머지 구간은 비교적 평탄한 지형에서 펼쳐진다. 대부분의 구간에서 스프린터가 우승하지만, 종합 우승자는 거의 항상 산악 구간과 타임 트라이얼에 능숙한 사람이 된다.
경기 코스는 매년 바뀌며, 격년제로 프랑스를 시계 방향과 반 시계 방향을 번갈아 가며 돈다. (예를 들면, 2007년의 경기는 시계 방향 경주였다 - 알프스를 먼저 일주하고, 피레네를 그 뒤에 일주한다. 2008년의 경주는 두 산악 구간을 역순으로 일주했다.) 산악이나 고개 중 몇몇 장소는 거의 매해 코스에 포함되며, 그 자체로도 유명하다. 가장 유명한 산악 코스에는 Col du Tourmalet, Mont Ventoux, Col du Galibier, Hautacam, 알프 듀에즈(Alpe d'Huez)가 있으며, 모두 난이도 무제한(Hors categorie: 오르는 난이도가 난이도 구분에 없는(beyond categorization) 산 정상들)이다. 종합 우승이 보통 산악 구간에서 결정되긴 하지만, 길이와 지형의 다양성으로 인해 올라운드 선수만이 경기에서 우승할 수 있다. (근래의 유명한 예외는 Marco Pantani가 있을 것이다. 그는 1998년의 우승자로 산악 전문가였다.)
1984년에서 2003년 사이에는 La Grande Boucle Féminine Internationale 경기가 존재했으며, 비공식적으로 여성 투르 드 프랑스로 간주되었다.

### 조직 위원장
- 1903 - 1939 Henri Desgrange
- 1947 - 1961 Jacques Goddet
- 1962 - 1986 Jacques Goddet and Felix Levitan
- 1987 - 1988 Jean-François Naquet-Radiguet
- 1988 - 1989 Jean-Pierre Courcol
- 1989 - 2005 Jean-Marie Leblanc
- 2005 - 현재 Christian Prudhomme

## 여러 가지 기록

### 유명한 구간
1975년 이후, 최종 구간의 종점은 항상 파리의 샹젤리제였다. 해당 구간은 자갈길로 악명 높은 Paris-Roubaix만큼은 아니지만 경기하기에 힘든 코스이다. 경기는 엄청난 관중으로 둘러싸인 가로를 몇 번 도는 것이다. 이 구간은 선두 경쟁이 치열하지 않은 경우가 많은데, 그 이유는 해당 구간이 스프린터에 유리한 평지 구간이며, 1위를 마크하고 있는 선수가 뒤집을 수 없을만큼 앞서 있는 경우가 많기 때문이다. 물론 예외도 있었다. 1987년의 경우 마지막 타임 트라이얼이 끝난 후 Stephen Roche가 Pedro Delgado보다 단 40초 앞서 있었다. Delgado는 마지막 순간까지 우승을 위해서 샹젤리제에서 Peloton을 떼어놓으려고 애썼다. (실제로는 그는 따라 잡혀서, Roche와 같은 Peloton에 속한채 경기를 끝냈고, Roche가 그 해 투르 드 프랑스에서 우승했다.)
최근에는 조직위가 타임 트라이얼을 최종 구간 바로 전 구간이 아닌 최종 구간으로 놓는 실험도 있었다. 가장 유명한 것은 1989년의 최종 구간으로 Greg LeMond가 Laurent Fignon을 단 8초차로 뒤집었으며, 투르 드 프랑스 역사상 가장 적은 차였다. 아마도 앞으로도 일어날 것 같지 않은 기록이다.

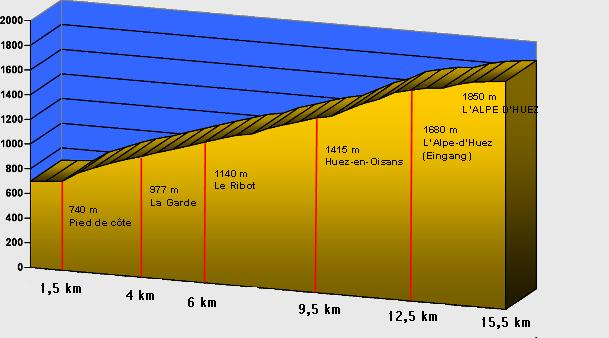
알프 듀에즈의 경사표.

아주 험난한 오르막인 알프 듀에즈는 거의 항상 구간 결승점이 된다. 2004년에는 또 다른 실험으로 알프 듀에즈에서 끝나는 산악 타임 트라이얼이 있었다. 부적절한 관중들의 행동으로 선수들의 항의가 잇따랐으며, 다시 반복될 것 같진 않다. 또 다른 유명한 산악 구간은 Mont Ventoux이며, 가혹한 환경으로 인해서 가장 힘든 오르막으로 불린다. 투르 드 프랑스는 매년 2곳 중 한 곳만을 선정한다.
구간이 시작되거나 끝나는 도시는 명예와 엄청난 이익이 따른다. 예전에는 연속적인 경기 코스를 만들기 위해 각 구간이 이전 구간의 종점에서 시작되었지만, 현재는 각 구간이 이전 날의 종점에서 약간 떨어진 곳에서 시작하는 경우가 많아져서 더 많은 도시가 영광을 나누게 되었다. 가끔은 선수에게 구간 간에 휴식일이 필요할 정도로 먼 거리를 건너 뛰어 이동하게 된다.
프롤로그와 첫 번째 구간이 열리는 곳은 특히 영예로운 곳이 된다. 보통 하나의 도시가 프롤로그(도시간을 오가기에는 너무 짧다)와 구간 1의 시작점을 주최하게 된다. 2005년처럼 몇 년 정도는 프롤로그가 없었던 적도 있다. 투르 드 프랑스는 프랑스 안과 바깥에서 번갈아 가면서 출발한다. 전통적으로 처음 몇 번의 구간은 인접 국가에서 벌어진다.

### 도핑
도핑은 1903년 최초 대회 이래 거의 항상 문제가 되어왔다. 초기의 참가자들은 지구력이 필요한 경쟁에서 오는 죽을 듯한 고통을 약화시키기 위한 물질로 에테르(마취약)를 사용하고, 술을 마셨다고 전해진다. 세월이 흐르면서, 선수들은 고통의 약화보다는 기록 향상을 위해 약물을 사용하기 시작했고, 투르 드 프랑스의 조직위와 International Cycling Union(UCI), 그리고 정부에서는 이런 관습에 대항하기 위한 방법을 법제화했다.
1967년 7월 13일, 영국 선수 Tom Simpon이 Mont Ventoux를 오르다 사망하였다. 사망원인은 암페타민의 과도한 사용이었지만, 지금은 없어진 관습인 일일 물의 섭취량을 2리터 정도로 제한하는 것 때문에 문제가 더 악화되었던 듯 하다. 유명해진 그의 마지막 유언은 "내 자전거 위에 나를 놓아달라"였다.
1998년의 투르 드 프랑스는 "Tour of Shame"으로 알려지면서, 가장 추악한 도핑 스캔들로 얼룩졌다. 프랑스 세관이 Festina 팀의 건강 담당 보조였던 Willy Voet을 erythropoietin(EPO), 성장 호르몬, 테스토스테론, 암페타민을 불법 소지한 혐의로 체포하였다. 프랑스 경찰은 호텔에 묵고 있던 몇몇 팀을 기습 수색하였고, TVM 팀이 금지 약물을 소지하고 있음을 밝혔다. 선수들은 이에 대항하여 "연좌 시위"로 구간 17을 대신하였고, 대회를 거부하였다. 조직 위원장인 Jean-Marie Leblanc가 중재에 나섰고, 경찰은 급진적인 수단을 자제하기로 하였으며 선수들은 대회를 계속하기로 합의하였다. 많은 선수와 팀이 이미 경기를 포기하였고, 96명의 선수만이 경기를 마쳤다. 2000년의 재판에서, Festina 팀의 관리 팀과 의료 팀이 조직적으로 도핑을 행했음이 밝혀졌다.
Festina 사건이 있은 다음 해에, 경기 주최자들과 UCI는 도핑 방지책을 실시하였다. 여기에는 새로운 혈액 도핑(수혈), erythropoietin(EPO) 검사법과 더 잦은 검사가 포함되었다. 독립적인 조직인 World Anti-Doping Agency(WADA)도 새로 만들어졌다. 그러나 도핑이 계속된다는 증거가 계속 발견되었다. 2002년에는 그 해 3위인 Raimondas Rumsas의 부인이 차내에 erythropoietin(EPO)과 anabolic steroids 발견되어 경찰에 체포되었다. 도핑 검사에 문제가 없었던 Rumsas에게는 제재 조지차 가해지지 않았다. 2004년에는 Cofidis 팀 소속인 Philippe Gaumont가 검사관과 언론에 팀이 다양한 방법으로 도핑하고 있음을 밝혔다. 같은 팀 선수인 David Millar도 erythropoietin(EPO)를 사용했음을 자백하였다. 같은 해, Kelme 팀 소속 선수인 Jesus Manzano가 신랄하고 아주 자세하게 팀이 금지 약물 복용을 강요했다고 말한다.
투르 드 프랑스 7회 우승자인 랜스 암스트롱도 도핑설에 휩싸여 있다. 물론 공식적인 증거가 확인된 적은 없다. 랜스 암스트롱이 연속 7회 우승을 달성한 한 달 후인 2005년 8월말, 프랑스 스포츠 신문인 'l'Équipe는 암스트롱이 1999년 투르 드 프랑스에서 EPO를 사용했다는 증거를 발견했다고 주장했다. Armstrong은 EPO를 사용했음을 부인했고, UCI도 이를 인정하지 않았다. 2005년 10월 International Cycling Union는 L'Equipe의 주장에 대해 별도의 조사를 시작하였다. 조사 결과는 Armstrong이 도핑과 연관이 없으며, World Anti-Doping Agency의 검사 방법에 "일관성이 없었다"고 밝혀졌다. [http://today.reuters.com/news/newsArticle.aspx?type=sportsNews&storyID=2006-05-31T134600Z_01_L31551454_RTRUKOC_0_US-CYCLING-ARMSTRONG-DOPING.xml%5B깨진+링크(과거+내용+찾기)%5D]
같은 1999년 대회에서, 암스트롱의 소변은 glucocorticosteroid 호르몬이 검출되었지만, 검출량이 "양성" 판정치 아래였다. 암스트롱은 안장 통증을 없애기 위해서 triamcinolone을 함유한 Cemalyt 스킨 크림을 사용했다고 해명했다.. 최근 도핑 테스트에 첨가되고 있는 약물의 수는 급증하고 있다.
안타까운 일이지만 Tom simpson과 Marco pantani의 예에서도 볼 수 있든 사이클링의 역사는 도핑의 역사와도 같다. 도핑으로 선수가 사망한 최초 기록이 1886년이며 이탈리아의 전설적인 라이더 Fausto Coppi는 TV인터뷰에서 "경쟁력이 있으려면 대안이 없다."라고 말해 우회적으로 도핑을 고백했다.
랜스 암스트롱은 USADA의 최근 리포트로 그간의 행적이 만천하에 드러나며 뚜르 7연패를 비롯한 모든 사이클링 기록을 박탈 당하는 수모를 겪었다.

### 사망 사고
- 1910년: 프랑스 선수 Adolphe Helière가 휴식일에 French Riviera에서 익사하였다.
- 1935: 스페인 선수 Francesco Cepeda가 Col du Galibier에서 추락 사고로 사망하였다.[4]
- 1967년: 7월 13일 금요일, 구간 13: 영국 선수 Tom Simpson가 Mont Ventoux를 오르던 중 심장 마비로 사망하였다. 암페타민과 주류가 Simpson의 저지에서 발견되었으며, 혈액에서도 검출되었다. 그의 사망은 조직위로 하여금 약물 검사를 시작하게 하였다.[4]
- 1995년: 7월 18일, 구간 15: 이탈리아 선수 Fabio Casartelli가 Col de Portet d'Aspet에서 대략 88Km/h로 다운힐 하던 도중 넘어졌다. Casartelli는 헬멧을 착용하지 않은 상태였으며, 콘크리트 노면과 부딪혀서 머리 위쪽에 강한 충격을 받고, 그 자리에서 사망하였다.[4].

선수의 사망은 아니지만, 두 건의 치명적 사고도 있었다.
- 1957년 7월 14일, 오토바이 운전자인 Rene Wagter과 같이 탄 Radio Radio-Luxembourg 소속의 기자 Alex Virot이 Ax-lex-Thermes 근처의 산에서 잔해 때문에 가드레일이 없는 도로에서 떨어져 내려 사망하였다.[4]
- 1958년, 직원인 Constant Wouters가 구간 6에서 전력 질주 중이던 Andre Darrigage와 충돌 직후 사망하였다.

## 입상 저지
투르 드 프랑스는 매 대회마다 종합 우승자와는 별도로 포인트 우승자와 산악왕을 뽑는다. 매 구간이 끝날 때마다 세 가지 경쟁 부문의 현재 선두를 집계하여 색깔로 구분된 저지를 다음 구간에 입게 한다. 저지는 매 구간이 끝난 직후 수여식을 가지고 주어지며, 가끔은 마지막 선수가 구간이 끝나기 전에 수여식이 있기도 한다. 한 선수가 하나 이상의 저지를 입게 될 경우 가장 영예로운 저지만을 착용하고, 다른 경쟁 부문의 저지는 2위를 차지한 선수에게 주어진다. 예를 들면, 첫 주에 종합 선두(노랑 저지)와 포인트(스프린트) 선두(녹색 저지)가 같은 선수인 경우가 흔하다. 이런 경우 선두 주자는 노랑 저지를 입고, 포인트 부문의 2위가 녹색 저지를 입게 된다.
각 구간에서 한 부분의 선두가 된 선수는 3장의 저지를 받는다. 저지는 자신의 팀 로고가 새겨져 있는데, 첫 번째 저지는 구간이 끝난 직후 주어지기 때문에 순식간에 로고를 부착해야 한다. 그래서 부착 과정이 현장에서 빨리 이루어지게 되어 저지의 품질이 좋지 않다. 밤새, 다음 날 경기에서 입을 고품질 저지에 로고를 새긴다. 마지막으로 기념품으로 간직하게 될 고품질의 저지가 한 장 더 주어진다. 왜냐하면 경기 중 착용하게 된 저지는 그 날의 경기 중에 더러워지거나 손상을 입을 수 있기 때문이다.
투르 드 프랑스의 색깔 저지는 다른 구간 레이스에도 채용되어서, 투르 드 프랑스 내에서만 사용되지 않고 사이클 계 전체에서 사용되게 되었다. 예를 들면, Tour of Britain은 투르 드 프랑스와 똑같이 노랑, 녹색, 땡땡이 저지를 사용한다. 지로 디탈리아는 종합 선두에게 핑크색 저지를 수여한다는 점에서 확실하게 다르다. Giro d'Italia는 이태리 스포츠 일간지인 La Gazzetta dello Sport가 주최하며, 해당 신문은 핑크색 지질이다. 산악왕은 녹색 저지를 착용한다.

### 종합 선두

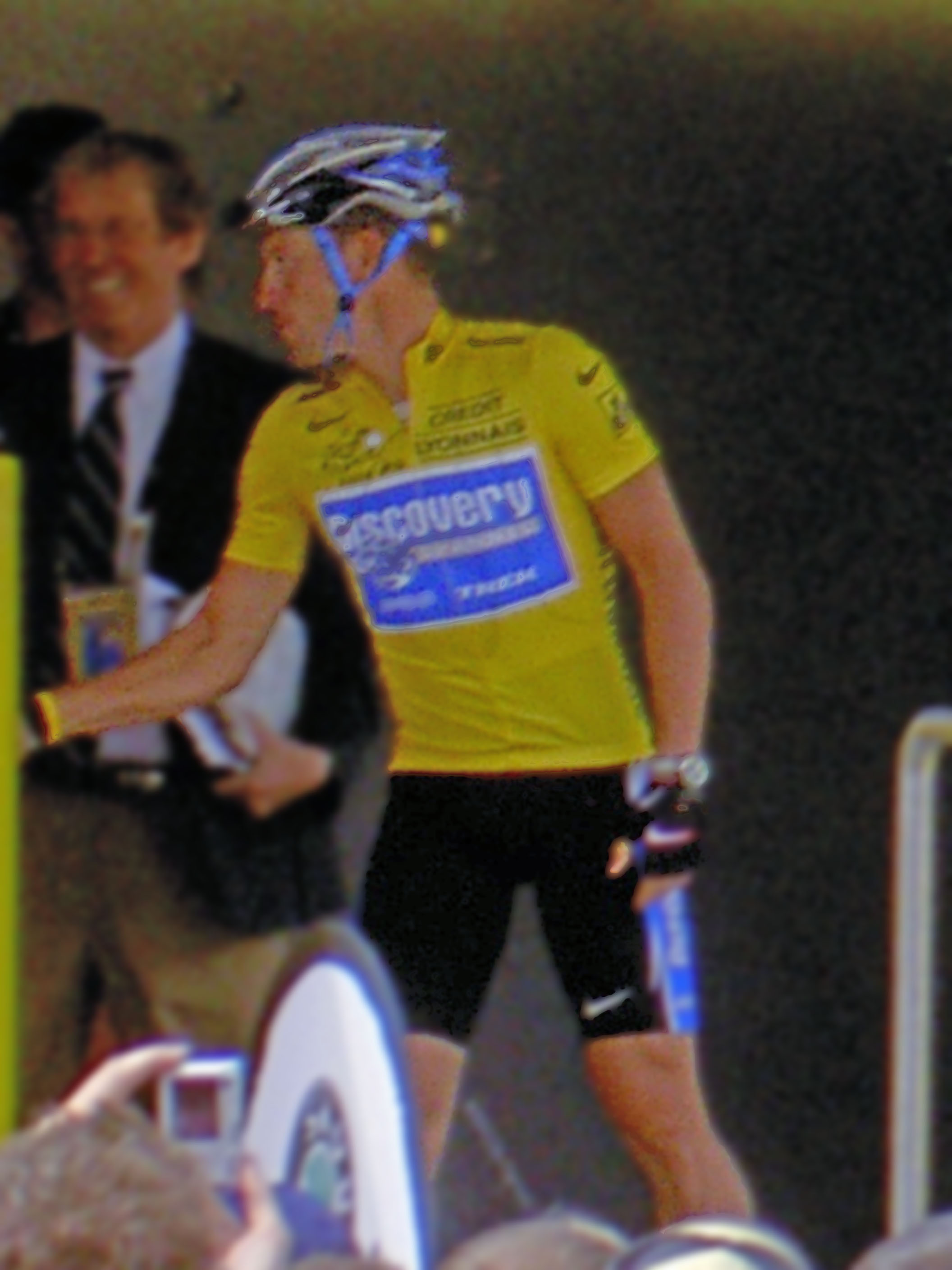
노랑 저지를 입고 있는 7회 우승자 랜스 암스트롱.

종합 시간 선두는 maillot jaune(노랑 저지)를 입게 되며, 가장 높이 평가된다. 노랑 저지는 그 시점까지 각 선수의 총 경기 시간을 합하여 수여된다. 총 경기 시간이 가장 낮은 선수가 선두가 되며, 투르 드 프랑스가 끝날 때 종합 우승자가 된다. 1919년에 Desgrande는 선두를 눈에 띄게 하고 싶었고, L'Auto의 지면 색깔이 노란 색이어서 노랑 저지를 만들어냈다. 각 구간을 3등 안으로 들어오거나 중간 스프린트(intermediate sprint)를 승리한 경우 추가적인 시간 보너스가 주어지는데, 자신의 총 시간에서 몇 초를 줄여주는 형태이다. 2005년의 경우, 구간을 3위 안으로 끝낸 사람들에게 각각 20초, 12초, 8초의 보너스가 주어지며, 중간 스프린트에서 3위 안에 든 사람에게는 6초, 4초, 2초가 주어졌다. 그러나 이런 보너스가 종합 순위(classement géneral )에서 큰 변동이 있을만큼 많은 영향을 주는 경우는 거의 없다.
가끔 구간이 중간에, 한 라이더가 종합 점수에서 현재 노랑 저지 착용자의 노랑 저지를 뺏기 위해 필요한 타임보다 훨씬 많은 시간상 리드를 해서, 종합 선두가 되는 경우가 있다. 이런 경우, 해당 라이더를 "도로 상의 노랑 저지"라 부른다. 이런 경우 저지 교환은 이루어지지 않는다.

### 포인트 경쟁
maillot vert(녹색 저지)는 스프린트 점수에 의해 수여된다. 매 구간이 끝나면, 구간 순위에 따라서 녹색 저지를 위한 점수가 주어진다. 순위 점수와 점수를 주는 선수 숫자는 구간의 종류에 따라 달라진다. 평지 구간은 1위에게는 35점이 주어지며, 25등까지 1점씩 감소되면서 점수가 주어진다. 중간 난이도의 산악 구간은 1위에게 25점이 주어지고, 20등까지 1점씩 감소되면서 점수가 주어진다. 높은 난이도의 산악 구간에는 1위에게 20점이 주어지며, 15등까지 1점씩 감소되면서 점수가 주어진다. 점수가 이처럼 다른 이유는 일반적으로 봤을 때 산악 지형이 될수록 많은 선수가 한꺼번에 스프린트로 종료점을 통과할 가능성이 적어질 것이기 때문이다. 개인 타임 트라이얼 구간에도 점수가 주어진다. 1위에게는 15점이 주어지며, 10등까지 1점씩 감소되면서 점수가 주어진다. 구간 별로 2-3번 미리 정해진 장소까지 도착해야 하는 중간 스프린트 경쟁에도 추가 점수가 주어진다. 현재는 각 중간 스프린트 별로 처음 3명의 라이더에게 6,4,2점의 점수가 주어진다.

### 산악왕(King of Mountain)

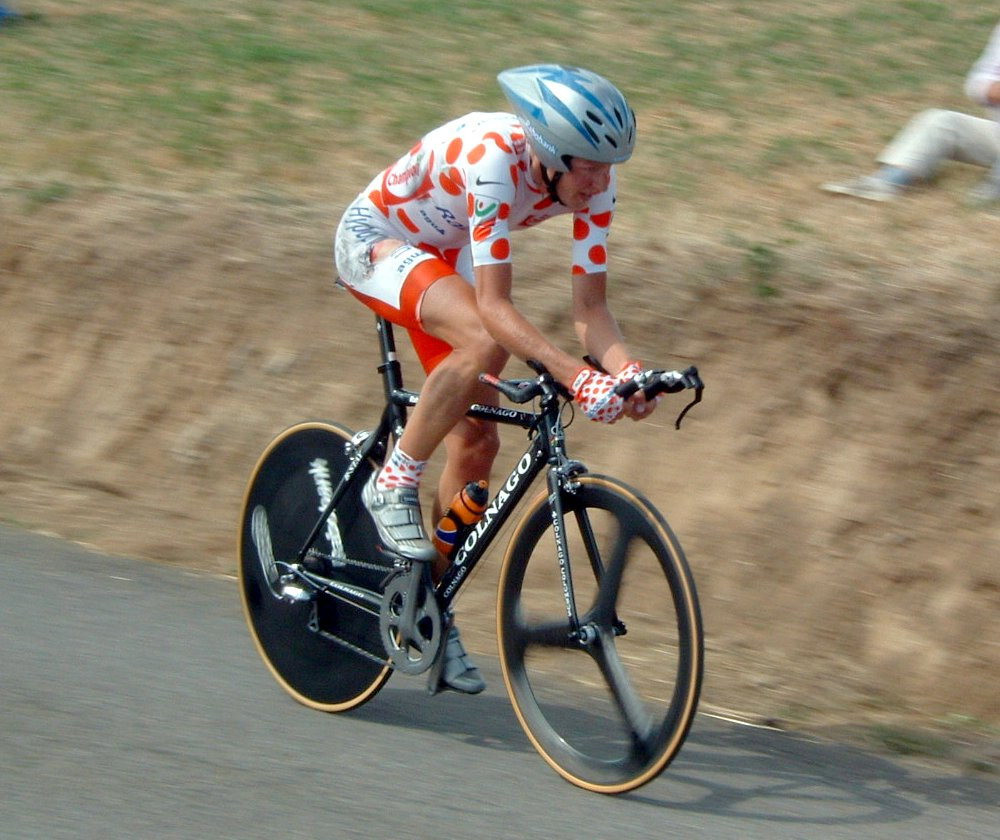
Michael Rasmussen wearing the polka dot jersey in 2005.

"산악왕"은 흰색 바탕에 빨간색 물방울 무늬가 새겨진 저지를 입는다. 이 저지를 "땡땡이 저지(polka dot jersey"라 부른다. 투르 드 프랑스의 오르막 꼭대기에는 가장 먼저 오른 선수에게 점수가 주어진다. 오르막은 난이도에 따라서 1급(가장 어려움)에서 4급(덜 어려운)까지 부류된다. 난이도는 경사와 길이에 따라 결정된다. 5번째 분류인 난이도 무제한(Hors categorie)가 존재하는데, 이는 난이도 1급보다 훨씬 어려운 오르막에 주어진다.
가장 뛰어난 클라이머(climber)는 1933년부터 수상되어왔지만, 1975년까지는 별도의 저지가 존재하지 않았다. 1975년에 이르러서 후원사인 Poulain Chocolate의 유명한 제품의 색을 따라서 결정되었다. 2004년에는 난이도 무제한 오르막 1위에게는 20점이 주어지고, 4급 오르막 1위에게는 3점이 주어지도록 점수 체계가 변경되었다. 4급 오르막에게는 상위 3명에게만 점수가 주어지지만, 난이도 무제한 오르막에게는 상위 10명에게 점수가 주어진다. 2004년에 추가된 다른 사항은 그 날의 마지막 오르막이 2급 이상이면 두 배의 점수가 주어진다.

### 다른 경쟁 부문
위상은 약간 떨어지지만 세 개의 부문이 더 존재한다. 이 중 한 부문의 선두에게만 저지가 주어진다. maillot blanc(하얀 져지)는 그 해 1월 1일에 25살 미만이었던 어린 선수에게만 주어지는 노랑 저지이다. "감투상(fighting spirit)"은 이전 구간에서 가장 전투적인 선수에게 주어진다. 매일 심판들은 그 전 날 가장 공격적인 선수에게 점수를 주며, 가장 많은 점수를 획득한 선수의 배번을 빨간색 바탕에 흰색(원래는 하얀 바탕에 검은 글씨)으로 바꾼다. 보통 이전 구간의 승자에게 주어지지만, 항상 그런 것은 아니다. 특히 평지 구간에서 단체 스프린트를 하기 전에 Peloton을 앞서 나갔던 공격적인 선수에게 주어지는 경우가 많다. 투르 드 프랑스가 종료되면, 전체 3주 동안 가장 공격적이라고 생각되는 선수에게 상이 주어진다. 마지막으로, 사이클 팀 부문이 존재한다. 각 구간이 끝날 때마다 각 팀에서 상위 3명의 시간이 합산된다. 현재 투르 드 프랑스는 9명으로 이루어진 21개의 팀이 참가하며(시작할 때), 각 팀은 한 개 이상의 회사가 후원한다. 대회의 초창기에는 팀이 국적으로 구분되었지만, 현재는 팀으로 구분된다. 팀 부문은 별도로 제작된 저지가 존재하지 않는다.
모든 도로 자전거 경기에서처럼, 국가별 현 도로 경기 챔피언은 "통상적인 구간"에서 자신의 국가 저지를 입을 수 있으며, World Cycling Championship 우승자는 무지개 저지를 입을 수 있다. 국가별 개인 타임 트라이얼 우승자는 타임 트라이얼 구간에서만 자신의 국가 저지를 착용할 수 있다. 국가별 우승자는 투르 드 프랑스가 시작하기 전 주말에 열리며, 유명 선수나 팀 리더들은 참가하지 않는 경우가 많다. 그래서 대체로 국가별 우승자는 도메스티크나 어린 "유망한" 선수들이 차지한다.

### 역사 속의 저지
과거에는 구간 종료 때가 아닌 스프린트(중간 스프린트)의 순위에 따라 주어지는 빨강 저지가 존재하였다. 구간 중에 2-3개의 중간 스프린트 지점을 맨 먼저 지나가는 상위 3명의 라이더에게 점수가 주어졌다. 이런 중간 스프린트에는 그 지역 주민이 내는 상금이 주어지고, 그에 덧붙여 녹색 저지를 위한 점수와 종합 점수에 주어지는 시간 보너스도 주어진다. 이런 중복 효과로 중간 스프린트는 녹색 저지를 위한 가장 중요한 포인트가 되었다. 빨강 저지는 1989년에 폐지되었다.
또한 통합 저지가 존재하였다. 통합 저지는 노랑, 녹색, 빨강, 땡땡이 저지의 순위에 기초한 점수 체계에 따라 수여되었다. 저지의 디자인은 각각의 저지 디자인을 본딴 조각들을 이어 붙인 형태였다. 이 저지 역시 빨강 저지가 없어진 해에 같이 폐지되었다.

## 구간

### 집단 출발

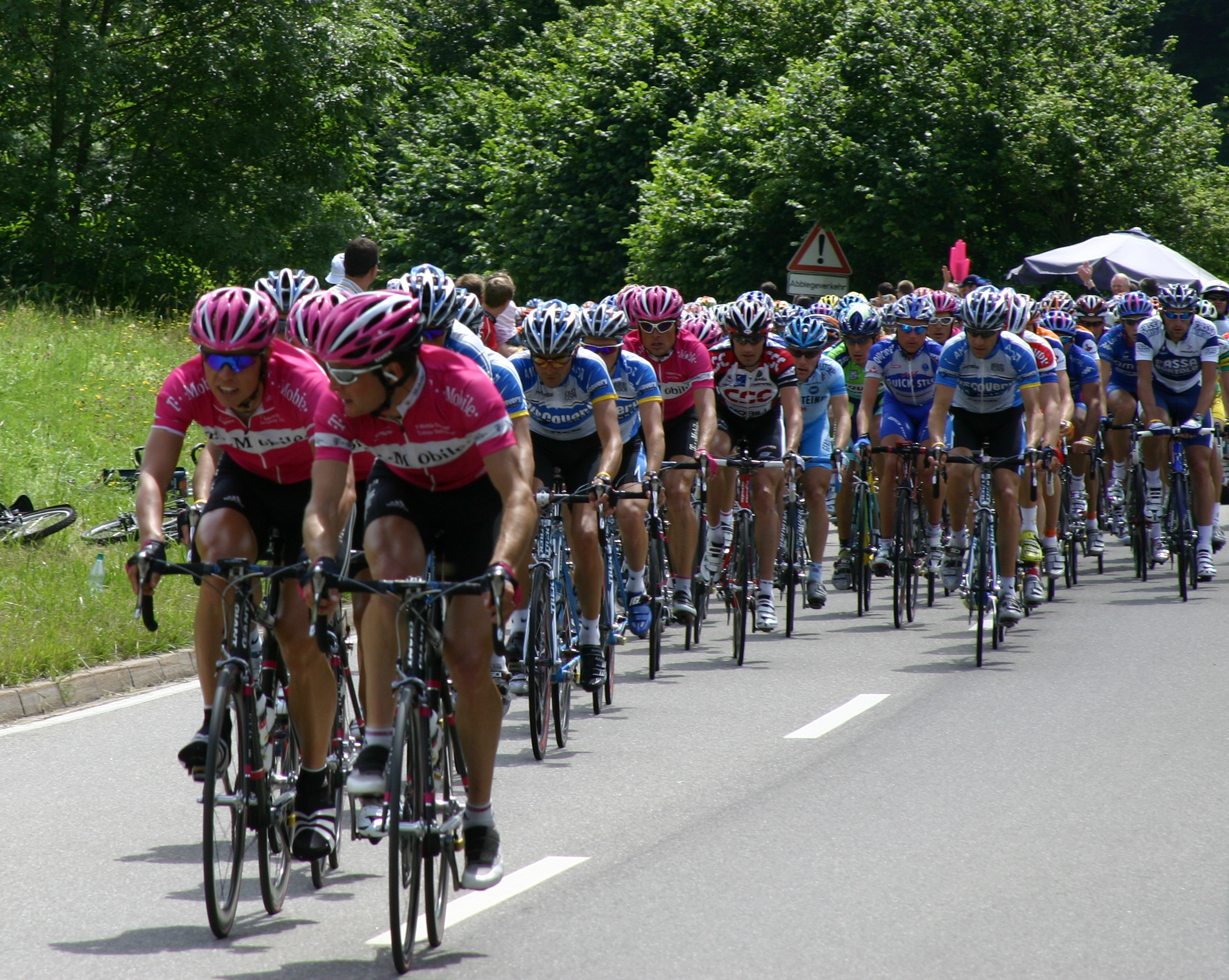
2005년 투르 드 프랑스에서의 뭉쳐 있는 Peloton.

일반 구간에서는 모든 선수가 동시에 출발하며, 뭉쳐서 같이 간다. 실제 출발(départ réel)은 보통 출발점에서 2-5Km 떨어진 곳에서 시작되며, 투르 드 프랑스 감독관이 진행 차량에서 하얀 깃발을 흔들어서 알려준다.
선수들은 다른 선수를 접촉하거나 다른 선수의 뒤에서 드래프팅하며 힘을 축적하는 게 허용된다. 드래프팅은 필수적인 기술이다. 결승점에 먼저 도달하는 선수가 이긴다. 투르 드 프랑스의 첫주에는 종료점을 통과하는 승자의 뒤로 아주 멋진 대규모 스프린트가 이어진다.
완주자만이 스프린트 포인트를 얻을 수 있지만, 같다고 인정된 그룹(앞에 위치한 라이더와 큰 차이가 없다고 레이스 진행자가 판단한 경우)에 속해서 종료점을 통과한 모든 선수는 종합 점수에서 그룹 선두 선수와 같은 시간에 구간을 마친 것으로 간주된다. 이것은 위험한 대규모 스프린트를 막기 위해서 존재한다. 모든 선수가 동일한 그룹으로 결승선을 통과하는 경우가 흔하며, 결승선을 통과하는 데 시간 간격이 존재하지만, 구간 승자와 같은 시간이 주어진다.

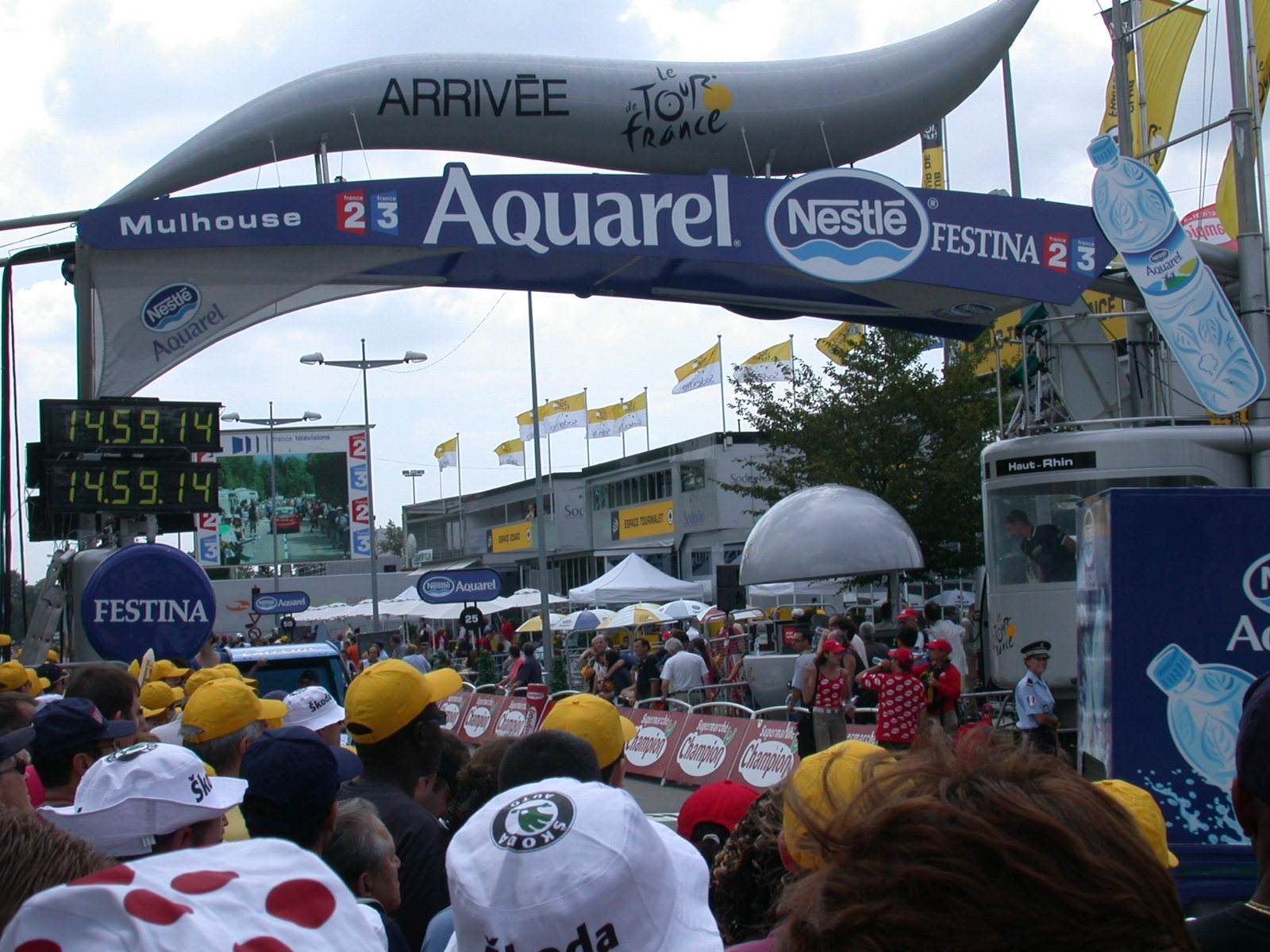
2005년 투르 드 프랑스에서 Mulhouse에 도착.

중간 스프린트와 구간 종료점에 가장 먼저 도달한 세 명의 라이더에게 타임 보너스가 주어진다. 이 보너스는 보통 최대 20초이며, 뛰어난 스프린터가 투르 드 프랑스의 초반에 노랑 저지를 획득할 수 있게 해준다.
구간의 마지막 1Km 안에서 사고를 당한 선수는 그와 충돌한 그룹이 구간을 완료한 시간과 동일한 시간이 주어진다. 마지막 1km에서의 사고는 Peloton의 뒤 쪽에 자리 잡은 라이더는 피하기 어려운 연쇄 충돌사고인 경우가 많다는 것을 고려한다면, 이 규정은 사고 때문에 자신의 능력을 전체 구간에 정확하게 반영하지 못하게 되어 선수가 불이익을 받는 것을 방지한다. 마지막 1Km에서 사고를 당한 스프린터는 스프린트를 승리하진 못하지만, 전체 종합 순위에서 불이익을 받지 않는다. 마지막 1Km는 레이스 코스를 도로 위에 돌출된 빨간 삼각형 깃발(flamme rouge라고 부름)로 표시해둔다.
일반 구간 중 몇 개는 산악에서 이루어지며, 거의 항상 종합 순위에서 큰 변화가 따른다. 긴 산악 오르막이 없는 통상 구간에서는 대부분의 라이더가 결승선까지 내내 같은 Peloton에 머물러 있다. 그러나 산악 구간으로 접어들면, 어떤 선수는 구간 우승자보다 40분 늦게 들어오는 경우도 없진 않다. 산악 구간이라는 정식 명칭이 존재하는 것은 아니지만, 많은 경우 투르 드 프랑스의 우승자를 결정하는 결정적인 요인이 된다. 전통적인 최종 결승점인 샹젤리제를 제외하고 가장 유명한 구간은 알프 듀에즈와 Mont Ventoux와 같은 산악 구간이다. 이런 산악 구간에서는 보통 수천명의 관중들이 선수들과 자신이 좋아하는 라이더를 응원하고 격려하기 위해서 길가에 늘어서 있다.

### 개인 타임 트라이얼

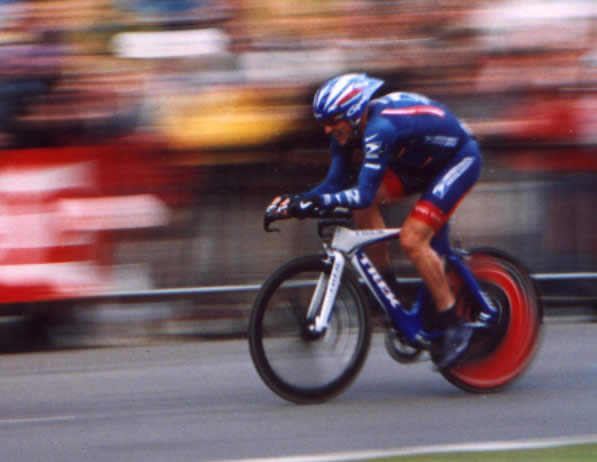
2004년 투르 드 프랑스에서 프롤로그를 진행 중인 Lance Armstrong.

개인 타임 트라이얼에서는, 모든 라이더가 혼자서 경기를 한다. 첫 번째 구간은 보통 프롤로그라부르는 타임 트라이얼이다. 여기선 주어진 배번의 역순으로 라이더가 출발한다. 다시 말하면 가장 랭킹이 낮은 팀의 가장 약한 라이더가 먼저 출발한다. 마지막 라이더는 이전 대회 챔피언으로 1번을 달고 있다. 프롤로그는 개막식에서 노랑 저지를 입을 사람을 결정하기 위함이며, 어느 한 운 좋은 도시에 엄청나게 멋진 광경을 보여준다.
타임 트라이얼은 투르 드 프랑스 일정에서 보통 3-4번 존재한다. 그 중 한 번은 팀 타임 트라이얼이다(아래 참조). 전통적으로 최종 구간의 직전 구간은 마지막 타임 트라이얼이며, 여기서 우승자가 결정되는 경우가 많다. 그래서 최종 구간은 경쟁적으로 타지 않게 된다. 가끔 조직위에서 파리로 들어가는 마지막 구간을 타임 트라이얼로 정하는 경우가 있다. 가장 최근의 예는 1989년으로, 투르 드 프랑스 역사상 치열한 종합 순위 결과를 나았다. Greg LeMond가 Laurent Fignon을 종합 기록에서 단 8초차로 이겼다. Fignon은 마지막 구간에서 아주 미세한 50초차로 노랑 저지를 입고 있었지만, LeMond가 훨씬 나은 타임 트라이얼 기록을 기록하면서 패배했다. 공기 역학적인 장비가 이전 투어에서도 사용되긴 했지만, LeMond의 공기역학적 핸들바와 헬멧은 승리에 아주 큰 역할을 했다.

### 팀 타임 트라이얼(TTT)

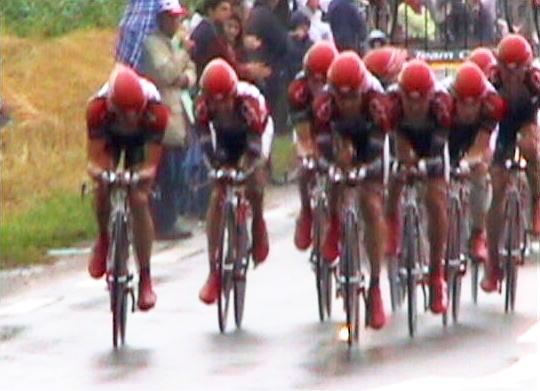
Team CSC의 2004년 TTT.

보통 투르 드 프랑스의 첫 번째 주에는 팀 타임 트라이얼(TTT)이 있다. 팀 기록은 팀에서 5번째로 종료점을 통과한 선수의 기록이 된다. 5번째 선수 앞에 위치한 모든 선수와 5번째 선수와 자전거 한 대 길이 이하의 차가 나는 모든 선수는 같은 기록을 부여받는다. 해당 선수보다 자전거 한 대 길이 이상 뒤처진 선수는 자신의 개인 기록을 부여받게 된다.

## 같이 보기
- 투르 드 프랑스 우승자 상세 목록
- UCI ProTour
- 그랜드 투어
  - 지로 디탈리아
  - 벨타 아 에스파냐
- 투르 드 코리아